# Tomo Bonacolsi
Tomo Bonacolsi, fill de Pinamonte Bonacolsi, fou podestà de Verona el 1283. És el primer membre dels Bonacolsi, la família italiana de Màntua que van ostentar el títol de prínceps del Sacre Imperi.

## Biografia
El seu pare Pinamonte el va designar hereu de la senyoria de Màntua i d'una part indivisa del feu de Castellaro, però fou expulsat pel cop d'estat del seu germà Bardelló Bonacolsi i va marxar a l'exili a Ferrara on va morir el 1302.
Va deixar tres fills: Obizzo, Filipone i Saraceno; aquest darrer fou empresonat pels seus cosins el 1317 i un fill seu, Corrado, va morir a Ferrera després del 1328, deixant un fill, Pinamonte, que fou presumptament l'ancestre dels Bonacossi.

## Família Bonacolsi
L'origen de la família Bonacolsi va ser Tomo Bonacolsi, a través del seu fill Saraceno, el fill d'aquest Corradino, i el fill d'aquest Pinamonte, que fou l'ancestre dels Bonacossi.